# Belvosia ciliata
Belvosia ciliata är en tvåvingeart som beskrevs av Aldrich 1928. Belvosia ciliata ingår i släktet Belvosia och familjen parasitflugor. Inga underarter finns listade i Catalogue of Life.